# Elattoneura aurifex
Elattoneura aurifex  (лат.) — вид стрекоз из семейства плосконожки (Platycnemididae).
Экваториальная Африка: Габон (Haut-Ogooué Province, Batéké Plateau) и Конго (Djoumouna).

## Описание
Мелкого размера стрекозы (окраска от желтоватой до буровато-чёрной; на голове и груди жёлтые отметины; глаза коричневые). Длина тела 3-4 см, крылья около 2 см. Обнаружены вдоль лесных речных потоков на высотах от 300 до 425 м.
Вид был впервые описан в 2015 году в ходе ревизии африканских стрекоз, проведённой энтомологами Клаасом Дийкстра (Klaas-Douwe B. Dijkstra; Naturalis Biodiversity Center, Лейден, Нидерланды), Йенсом Киппингом (Jens Kipping; BioCart Environmental Consulting, Taucha/Лейпциг, Германия) и Николасом Мезьером (Nicolas Mézière; Куру, Французская Гвиана). Видовое название происходит от латинского слова означающего «ювелир» из-за яркой жёлтой окраски.